# Куроччино
Куроччино (укр. Куроччине; до 2025 года — Курочкино) — село,
Гусинский сельский совет,
Купянский район,
Харьковская область.
Код КОАТУУ — 6323781507. Население по переписи 2001 года составляет 38 (14/24 м/ж) человек.

## Географическое положение
Село Курочкино находится на расстоянии в 2 км от села Гусинка.
Через село проходит железная дорога, станция Гусинка.

## История
- 1908 — дата основания.